# Обични смеђаш
Обични смеђаш (Maniola jurtina) је дневни лептир из породице шаренаца (Nymphalidae).

## Опис
Мужјак је тамносмеђ, готово црн, а женка смеђа са троугластим оранж шарама на предњим крилима. Са доње стране задњих крила оба пола имају светлији појас. Распон крила је 40–52 mm.

## Распрострањење
Живи у свим деловима Европе, не може се наћи само на Исланду.  У Србији је присутан свуда, несумњиво је један од најчешћих дневних лептира.

## Биологија
Није пробирљив, може се наћи на свим отвореним стаништима. Иако има само једну генерацију годишње може се видети од маја до првих дана октобра. Гусеница се храни веома широким спектаром трава.

## Галерија
- мужјак
- женка
- лутка
- парење